# Kuhanje
Kuhanje je poleg pečenja (na žaru) ena od najstarejših metod priprave hrane.
S kuhanjem dobimo pripravljeno jed (juhe, enolončnice, …) ali pa naredimo jedila užitna (krompir, testenine, …).
Vrela tekočina (voda ali kis), v katero damo sestavine jedi, ali sopara živila zmehča. Nekatere sestavine jedi se spremenijo, nekatere se zlasti pri dolgem kuhanju uničijo (vitamini). Pri predolgem kuhanju nekatere sestavine jedi namesto da bi postale lažje, postanejo težje prebavljive.
Po kuhanju so nekatera živila lažja (meso, krompir), težja (testenine, rezanci, fižol) ali ostanejo enako težka.
Vedno bolj se uveljavlja kuhanje v sopari. Predvsem pri zelenjavi in krompirju se ne izločijo vitamini, minerali in aromatične sestavine. Za tako kuhanje obstajajo posebne posode, sestavljene iz dveh posod. V spodnji vre voda, v zgornjo, ki ima v dnu luknjice, pa so živila. Ta posoda se da improvizirati iz kozice in cedila ali sita. Ta način kuhanja je do popolnosti razvit v kitajski kuhinji.

## Vrste kuhanja
- kuhanje v vodi (tekočini):

- kuhanje v večji količini vode (meso za juhe, testanine, štruklji,...)
- kuhanje v majhni količini vode (zelenjava, krompir, stročnice)

- kuhanje v vodi pod vreliščem - poširanje (ribe, jajca, pudingi,...)
- kuhanje v vodni kopeli (pudingi, kreme)
- kuhanje na sopari (krompir, cvetača, cmoki,...)
- kuhanje pod zvišanim pritiskom (vampi, fižol, ješprenj,...)